# Bodovaljci
Bodovaljci falu Horvátországban, Bród-Szávamente megyében. Közigazgatásilag Vrbjéhez tartozik.

## Fekvése
Bródtól légvonalban 44, közúton 54 km-re nyugatra, Pozsegától   légvonalban 23, közúton 40 km-re délnyugatra, községközpontjától 2 km-re északkeletre, Nyugat-Szlavóniában, az A3-as autópálya és a Száva között fekszik.

## Története
Bodovaljci nevét a középkorban itt birtokos Bodova családról kapta, akiknek itteni birtokát 1322-ben említik. 1523-ban a pozsegai káptalan II. Lajos király utasítására írt oklevele szerint „Bodowalcz” birtokot a cserneki Lipinye Miklós és András szerezte meg. A török 1536-ban foglalta el ezt a vidéket. 1602-ben lakossága Körös megyébe vándorolt ki.  A térség 1691-ben szabadult fel a török uralom alól. 1698-ban a kamarai összeírásban „Bodovacz” néven a török uralom alól felszabadított szlavóniai települések között „Verbia” hajdútelepülés szomszédai között szerepel.
A gradiskai határőrezred székházának Újgradiskán történő felépítése, a határőrezred megszervezése jelentős változásokhoz vezetett a mai Vrbje község területén is. A 17. század vége óta Száva folyó képezte a határt a Török Birodalommal, a lakosság pedig visszatért a térség településeire. Határőrszolgálatuk fejében földet kaptak és mentesültek az adófizetés alól. Békeidőben mezőgazdasággal, állattartással, fafeldolgozással foglalkoztak. 1730-ban a faluban már 11 ház állt, a lakosság pedig katolikus volt. 1746-ban 13 házában 46 katolikus lakos élt. 1760-ban 31 házában 66 család élt 332 fővel. Fából felépítették a Szent Máté kápolnát, mely 1765-ben már állt. 1789-ben megalapították a vrbjei plébániát, melyhez Bodovaljci is hozzá tartozott. 
Az első katonai felmérés térképén „Bodovalcze” néven található. A gradiskai ezredhez tartozott. Lipszky János 1808-ban Budán kiadott repertóriumában „Bodovalcze” néven szerepel. Nagy Lajos 1829-ben kiadott művében „Bodovalcze” néven 81 házzal, 464 katolikus vallású lakossal találjuk. A katonai közigazgatás megszüntetése után 1871-ben Pozsega vármegyéhez csatolták.
A falunak 1857-ben 456, 1910-ben 714 lakosa volt. Az 1910-es népszámlálás szerint lakosságának 99%-a horvát anyanyelvű volt. Pozsega vármegye Újgradiskai járásának része volt. Az első világháború után 1918-ban az új szerb-horvát-szlovén állam, majd később (1929-ben) Jugoszlávia része lett. A település 1991-től a független Horvátországhoz tartozik. 1991-ben lakosságának 93%-a horvát nemzetiségű volt. 2011-ben a településnek 552 lakosa volt.

## Lakossága
| Lakosság változása | Lakosság változása | Lakosság változása | Lakosság változása | Lakosság változása | Lakosság változása | Lakosság változása | Lakosság változása | Lakosság változása | Lakosság változása | Lakosság változása | Lakosság változása | Lakosság változása | Lakosság változása | Lakosság változása | Lakosság változása |
| ------------------ | ------------------ | ------------------ | ------------------ | ------------------ | ------------------ | ------------------ | ------------------ | ------------------ | ------------------ | ------------------ | ------------------ | ------------------ | ------------------ | ------------------ | ------------------ |
| 1857               | 1869               | 1880               | 1890               | 1900               | 1910               | 1921               | 1931               | 1948               | 1953               | 1961               | 1971               | 1981               | 1991               | 2001               | 2011               |
| 456                | 487                | 446                | 559                | 553                | 714                | 710                | 762                | 797                | 812                | 805                | 784                | 754                | 708                | 633                | 552                |

## Gazdaság
A helyi gazdaság alapja a mezőgazdaság, a szőlőtermesztés és az állattartás. Ezen kívül működik még itt néhány kereskedelmi, vendéglátóipari és elektronikai kisvállalkozás.

## Nevezetességei
Szent Máté tiszteletére szentelt római katolikus temploma vrbjei plébánia filiája.

## Sport
NK „Slavonija” labdarúgóklub.